# أوقستي بيرين
أوقستي بيرين (بالفرنسية: André Perrin)‏ هو متزحلق فرنسي، (و. 1894  م).

## وصلات خارجية
- أوقستي بيرين على موقع أوليمبيديا (الإنجليزية)